# Rune Nilssen
Rune Meås Nilssen (født 24 oktober 1975) er en tidligerenorsk fodboldmålmand, der senest spillede for IK Start. 
Nilssen har tidligere spillet for FK Vigør. Han kom til IK Start forud for sæsonen 2003.
Den 1. september 2009 blev Nilssen udlejet til FC København frem til nytår grunden til dette var at FC Københavns førstemålmand Jesper Christiansen blev skadet i en kamp mod Brøndby IF den 30. august 2009 dermed havde FC København kun Johan Wiland og skulle derfor bruge en ny målmand til at udskifte med. Rune Nilssen vendte tilbage til IK Start den 1. januar 2010.

## Eksterne links
- Nilssens spillerprofil på IK Starts hjemmeside Arkiveret 12. december 2009 hos  Wayback Machine